# Схловани
Схловани (груз. სხლოვანი) — село в Грузии, на территории Тианетского муниципалитета края (мхаре) Мцхета-Мтианети.

## География
Село находится в центральной части Грузии, на левом берегу реки Иори, на расстоянии приблизительно 8 километров (по прямой) к северо-северо-востоку от посёлка городского типа Тианети, административного центра муниципалитета. Абсолютная высота — 1235 метров над уровнем моря.

## Население
По результатам официальной переписи населения 2014 года в Схловани проживало 9 человек (5 мужчин и 4 женщины). В национальной структуре населения грузины составляли 100 %.
| Год  | Население, человек |
| ---- | ------------------ |
| 2002 | 14                 |
| 2014 | ↘ 9                |